# 米満達弘

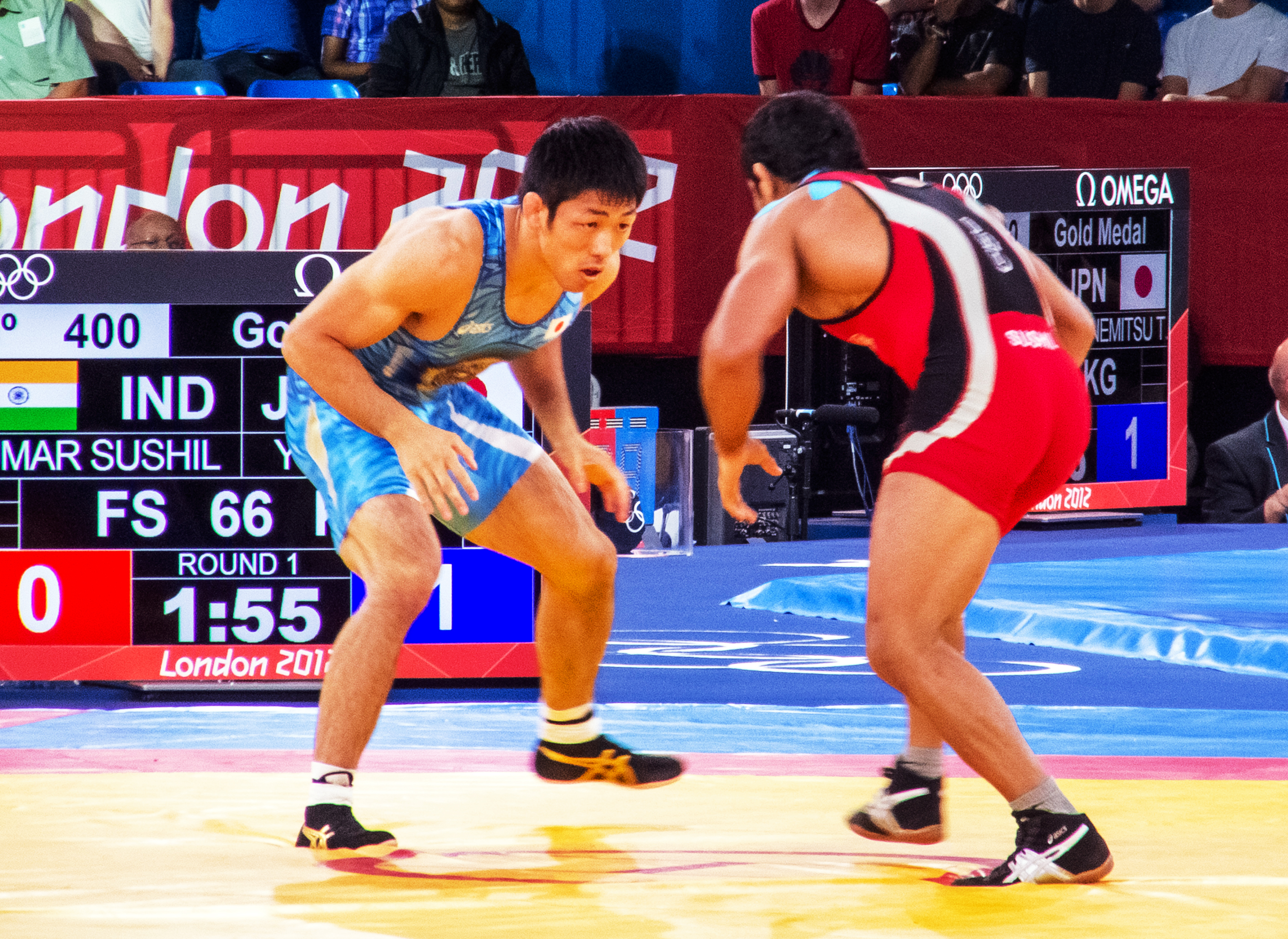
2012年ロンドン五輪・男子フリースタイル66kg級決勝戦の様子

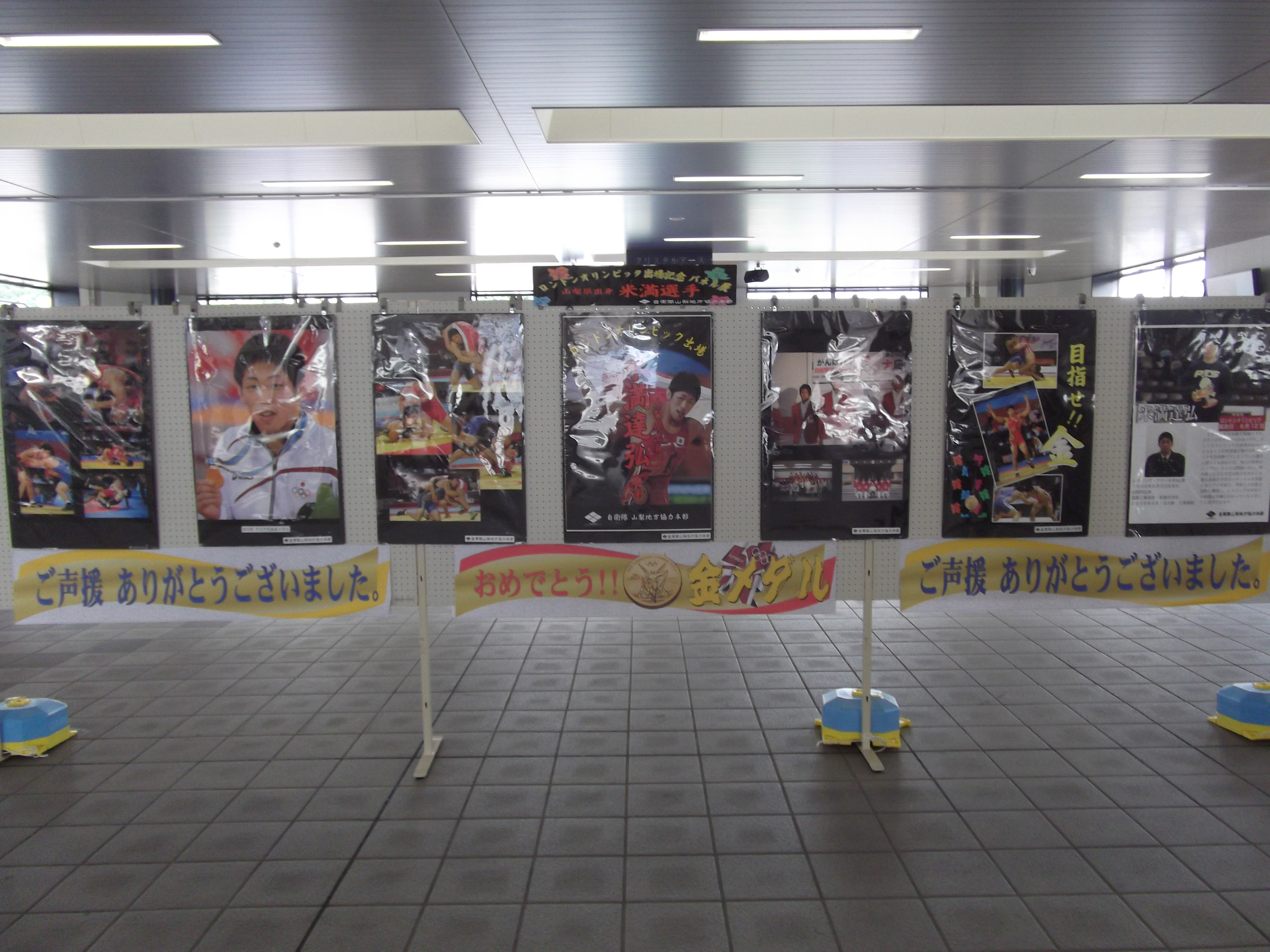
甲府駅に設置されている米満達弘を紹介するパネル（2012年8月）

米満 達弘（よねみつ たつひろ、1986年8月5日 - ）は、日本の元レスリング選手、指導者。陸上自衛隊朝霞駐屯地・自衛隊体育学校に所属する自衛官である。階級は1等陸尉。

## 経歴
山梨県富士吉田市出身。山梨県立韮崎工業高等学校、拓殖大学政経学部卒。
2008年全日本学生選手権フリースタイル66kg級で優勝して文部科学大臣杯を獲得し、天皇杯全日本選手権でも優勝。
2009年はヤシャ・ドク国際大会優勝、世界選手権にも出場し、銅メダルを獲得。
2010年世界選手権は23位と振るわなかったが、アジア競技大会ではフリースタイルとしては1994年広島大会62kg級の和田貴広以来16年ぶりとなる金メダルを獲得。翌、2011年9月にイスタンブールで開催された世界選手権でも和田以来16年ぶりの銀メダルを獲得し、ロンドンオリンピックの日本の出場枠を獲得した。12月に開催された全日本選手権でも優勝してロンドンオリンピック代表に決定した。
2012年8月12日、ロンドンオリンピック最終日に行われたフリースタイル66kg級に登場し、初戦で2011年世界選手権銅メダリストのリバン・ロペス（キューバ）に2-0で勝利すると、続く準々決勝のハイスラン・ベラネス（カナダ）は第1ピリオドを延長戦の末取られたが、その後2ピリオドを連取して2-1で逆転勝利。準決勝のジャブライル・ハサノフ（アゼルバイジャン）戦も2-0で勝利して決勝に進出すると、スシル・クマール（インド）にも2-0で勝利し、レスリング競技日本男子勢としては1988年のソウルオリンピックフリースタイル48kg級の小林孝至とフリースタイル52kg級の佐藤満以来6大会24年ぶりとなる金メダルを獲得した。同年、紫綬褒章を受章。（現役の自衛官としては史上初の受章）埼玉県から彩の国功労賞を受賞。
米満が獲得した金メダルは、日本オリンピック史に於いては1912年のストックホルムオリンピックに初参加して以来、夏季通算400個目のメダルであると同時に、夏季オリンピック通算130個目の金メダルというメモリアル・メダルとなっただけでなく、ロンドンオリンピック日本選手団が今大会で獲得したメダル合計数が38個になり、過去最高だった2004年アテネオリンピックの37個を更新するものともなった。また開会式を除くすべての日でメダルを獲得したことになった。山梨県出身の人物はこれまで個人でオリンピックメダルを獲得したことがなく、米満は山梨県出身者として初めての個人競技でのメダリストとなった。
ロンドン五輪後の活躍も期待されたが、度重なるけがで試合にも出られない状態が続いた。さらに2013年末の国際レスリング連盟の制度変更により、所属階級の66kg級が消滅。新規階級の65kgとは1kgの差とはいえ、これ以上の減量は厳しいとの判断もあり、2015年1月、競技引退を表明。同月22日に引退会見を開き、米国への留学などで経験を積み、指導者としてレスリング界に恩返しをしたいと抱負を語った。同年8月より、日本オリンピック委員会の研修プログラムで米国留学中（2年間の予定）。
2016年9月26日、日本レスリング協会理事会で2017年からレスリング男子フリースタイルのコーチとして指導に当たることとなった。

## 備考
- 通常の人間は身長とリーチはほぼ等しい長さとされるが、身長168cmの米満はリーチが184cmもあり、これが相手と戦う上で最大の武器となっている[14]。
- ロンドンオリンピックのボクシングで銅メダリストになった清水聡とは陸自の同期にあたる[12]。
- 中学時代は柔道部に所属し、同郷で同い年の嶋佐和也（ニューヨーク）と対戦した経験を持つ[15]。
- 矢部浩之と青木裕子の結婚は、テレビ中継されていた米満の金メダル獲得の瞬間がきっかけだったというエピソードがある[16][17]。